# Rue Huguette-Schwartz
La rue Huguette-Schwartz est une voie de Paris situé dans le 14e arrondissement. 

## Situation et accès
Elle débute la rue des Mariniers et se termine en impasse.
La promenade Jane-et-Paulette-Nardal et les rues des Arbustes et Maria-Helena-Vieira-da-Silva croisent la rue.

## Origine du nom

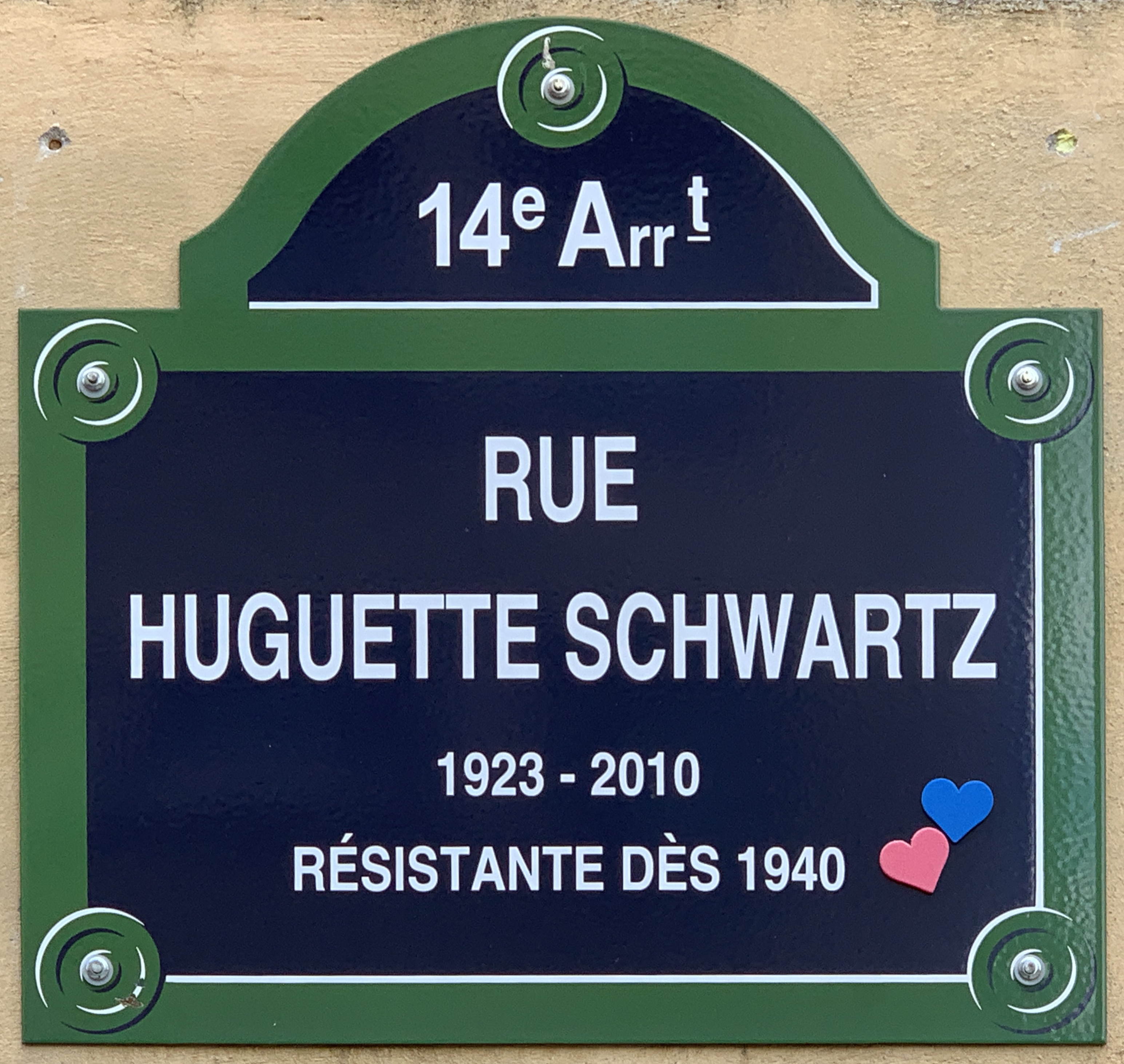
Plaque de la rue.

Elle porte le nom de la résistante Huguette Schwartz (1923-2010).

## Historique
Initialement dénommée voie BV/14 elle est créée dans le cadre de l'aménagement du secteur de l'Hôpital Broussais, et prend sa dénomination actuelle le 15 octobre 2013.